# Дарко Чурлінов
Дарко Чурлінов (мак. Дарко Чурлинов, нар. 11 липня 2000, Скоп'є, Північна Македонія) — північномакедонський футболіст, півзахисник англійського клубу «Бернлі» і національної збірної Північної Макекдонії.

## Ігрова кар'єра

### Клубна
Дарко Чурлінов народився у місті Скоп'є але футболом почав займатися у Німеччині. Він є вихованцем клубів «Магдебург» та «Кельн». Саме у стані «козлів» він і дебютував у дорослому футболі.
У січні 2020 року Чурлінов перейшов до складу клубу «Штутгарт», з яким влітку того ж року підвищився до Бундесліги.

### Збірна
28 березня 2017 року Дарко Чурлінов зіграв свій перший матч у складі національної збірної Північної Македонії. Вийшовши на поле у товариському матчі проти команди Білорусі Чурлінов став наймолодшим гравцем за всю історію збірної Північної Македонії. На той момент йому виповнилось 16 років і 8 місяців.

## Титули та досягнення
- Володар Суперкубка Польщі (1):

«Ягеллонія» (Білосток): 2024